# Добровеличковка
Добровели́чковка (укр. Добровеличківка) — посёлок, центр Добровеличковской поселковой общины Новоукраинского района Кировоградской области Украины.

## Географическое положение
Посёлок расположен на речке Добрая, принадлежащей бассейну Южного Буга, в 24 км от железнодорожной станции Одесской железной дороги в городе Помошная.
После провозглашения независимости Украины Добровеличковка некоторое время считалась географическим центром Украины (при въезде в посёлок был установлен памятный знак, посвящённый этому), но в дальнейшем Государственный комитет природных ресурсов Украины установил, что географическим центром страны является село Марьяновка.

## История
Селение являлось центром Добровеличковской волости Елисаветградского уезда Херсонской губернии Российской империи.
В 1931 году началось издание районной газеты.
Во время Великой Отечественной войны селение было оккупировано немецкими войсками.
В 1972 году в посёлке действовали маслодельный завод и кирпичный завод.
В мае 1995 года Кабинет министров Украины утвердил решение о приватизации находившихся здесь молокозавода, АТП-13540, заготконторы, райсельхозтехники и райсельхозхимии, в июле 1995 года было утверждено решение о приватизации консервного завода.
До 2020 года посёлок был административным центром Добровеличковского района

## Население
В январе 1989 года численность населения составляла 7509 человек.
По состоянию на 1 января 2013 года численность населения составляла 5763 человека.

## Экономика
- Консервный завод.
- Хлебокомбинат.
- Краеведческий музей.

## Известные уроженцы
- Вайзман, Пиня Шмулевич — генерал-майор РККА, участник Великой Отечественной войны.